# Kabayama Sukenori
Pour les articles homonymes, voir Kabayama.
Kabayama Sukenori est un nom japonais traditionnel ; le nom de famille (ou le nom d'école), Kabayama, précède donc le prénom (ou le nom d'artiste).
Le comte Kabayama Sukenori (樺山 資紀), 9 décembre 1837 - 8 février 1922, est un chef militaire samouraï et homme d'État japonais. Général de l'armée impériale japonaise et amiral de la marine impériale japonaise, il devient plus tard le premier gouverneur général de Taïwan de l'empire du Japon durant la période où Taïwan est une colonie japonaise. Il est parfois également appelé Kabayama Motonori.

## Biographie
Né dans la ville de Kagoshima située dans le domaine de Satsuma (actuelle préfecture de Kagoshima) dans une famille samouraï, Kabayama prend part à la guerre anglo-Satsuma et à la guerre de Boshin.
En 1871, il s'engage dans la nouvelle armée impériale japonaise où il est accepté avec le grade de major en raison de son expérience précédente au combat. Il fait partie des défenseurs du château de Kumamoto lors de la rébellion de Satsuma contre ses anciens compatriotes de Satsuma. Il est ensuite promu colonel puis général de brigade et nommé responsable de la police métropolitaine de Tokyo.
En 1883, Kabayama quitte l'Armée pour la Marine et devient taifu (vice-ministre) de la Marine avec le grade de contre-amiral et est également anobli avec le titre de vicomte (koshaku) dans le cadre de la nouvelle organisation de pairie kazoku du Japon. Il est promu vice-amiral l'année suivante.
Kabayama est nommé vice-ministre de la Marine en 1886. Il visite les États-Unis et l'Europe à partir du 25 septembre 1887 jusqu'au 19 octobre 1888. Il occupe ensuite plusieurs postes avant d'être nommé ministre de la Marine dans les premiers cabinets Yamagata et Matsukata de 1890 à 1892. Bien que n'étant pas politicien, il s'exprime durement contre la démocratie représentative et l'influence civile sur le gouvernement dans un discours intitulé Banyu Enzetsu prononcé au cours de la deuxième session de la Diète impériale. Il prend sa retraite en 1892.
Pendant la première guerre sino-japonaise, Kabayama est rappelé des réserves et accepte un commandement de campagne. Il est présent à la bataille du fleuve Yalou ainsi qu'à la bataille de Weihaiwei. Il est partiellement révélateur de sa personnalité d'observer qu'il ordonne à son navire amiral, le paquebot légèrement armé Saikyo de charger la flotte chinoise lors de la bataille du fleuve Yalou.
Kabayama est commandant de la force d'invasion de Taïwan. Le 10 mai 1895, il est promu au rang d'amiral et devient le premier gouverneur général de Taïwan, responsable du déménagement su siège du gouvernement à Taipei. Il est élevé au rang de hakushaku (comte) le 5 août 1895 et aussi décoré de l'Ordre du Soleil levant (première classe).
Malgré tous ses efforts pour stabiliser la domination du Japon sur Taiwan, son mandat de 13 mois en tant que gouverneur général n'est pas calme. De décembre 1895 à janvier 1896, des soulèvements se produisent dans de nombreuses parties de l'île et il est contraint de demander des renforts. Au cours de la répression qui suit, 2 800 Taïwanais sont tués. Kabayama est remplacé par le lieutenant-général Katsura Tarō.
Après son retour au Japon en juin 1896, Kabayama sert successivement au conseil privé, puis comme ministre de l'intérieur dans le 2e cabinet Matsukata et comme ministre de l'éducation dans le 2e cabinet Yamagata.
Kabayama se retire de nouveau de ses fonctions en 1910. Sa tombe se trouve au cimetière Reien Somei, dans le quartier Sugamo de l'arrondissement Toshima-ku de Tokyo.

## Source de la traduction
- (en) Cet article est partiellement ou en totalité issu de l’article de Wikipédia en anglais intitulé « Kabayama Sukenori » (voir la liste des auteurs).